# Jack House
Jack House (ukrajinsky Житловий комплекс «Jack House»), případně ЖК JackHouse, je 149 metrů vysoký postmoderní rezidenční mrakodrap v Kyjeve na Ukrajině, ležící v Pečerském rajónu. Výstavba probíhala v letech 2012–2017 a uveden do provozu byl v roce 2018. K roku 2022 je to druhá nejvyšší budova ve městě, i v zemi, po 168 metrů vysokém mrakodrapu Carnegie Center Tower.
Má 39 podlaží a nabízí celkem 256 apartmánů. Výška jednoho podlaží je 3,3 metry. Celková podlahová plocha budovy je 41 681 m2, plocha nebytových prostor 1 433 m2. Pro vertikální přepravu jsou zde 4 bezpečnostní výtahy pouze na elektronický průkaz od výrobce Mizui, které jezdí rychlostí 3 m/s (10,8 km/h). K dispozici je moderní tříúrovňové parkoviště se samotným výtahem, a to nejen pro běžné vozy, ale také s nabíjecími stanicemi pro elektromobily – 238 míst pro osobní automobily, 74 míst pro ostatní motorová vozidla. Opačným směrem až zcela u vrcholu se nachází rekreační a zábavní středisko JACK Club s panoramatickým výhledem na město, kde je restaurace, salonek, fitness studio s posilovnou, nebo venkovní termální bazén.
Takzvanou větranou fasádu tvoří čedičové izolace a kamenná dlažba na bázi hliníkového systému Hilti. Panoramatický výhled zajišťují plastovo-ocelová okna REHAU se zasklením s mikroventilačním systémem. Stěny mezi byty a veřejnými chodbami jsou částečně ze železobetonu a částečně z cihel, v obou případech o tloušťce 250 mm.